# Magnus (fumetto)
Magnus è un personaggio immaginario dei fumetti di fantascienza ideato e disegnato dall'autore statunitense Russ Manning nel 1963.
Il personaggio è conosciuto anche come Magnus Robot Fighter, eponimo tratto dai titoli di copertina degli albi a lui dedicati.
Le avventure si svolgono nell'anno 4000 D.C., periodo nel quale Magnus, con le sue straordinarie capacità, combatte i robot che si ribellano all'uomo.

## Storia editoriale
Il personaggio è una creazione dell'autore statunitense Russ Manning e compare nell'albo a lui intitolato Magnus Robot Fighter 4000 A.D., il cui primo numero uscì in edicola a febbraio del 1963 edito dalla Gold Key Comics.
Le avventure di Magnus si interrompono nel 1974 per riprendere negli anni 1990, pubblicate con il titolo di Magnus Robot Fighter prima dalla Valiant Comics dal 1991 al 1996, e poi dalla Acclaim Comics dal 1997 al 2000.
Nel novembre del 1992 Magnus è protagonista di uno scontro con Predator in un crossover pubblicato in due albi dalla Valiant Comics e dalla Dark Horse Comics dal titolo Predator versus Magnus Robot Fighter, sceneggiato da Jim Shooter e John Ostrander, disegnato da Lee Weeks.
Il 4 agosto 2010 negli USA viene pubblicato il primo numero del reboot del fumetto, edito nuovamente dalla Dark Horse, sceneggiato da Jim Shooter e disegnato da Bill Reinhold. All'albo era allegata la ristampa della prima storia del 1963 dell'eroe.
A marzo del 2014 il testimone passa alla Dynamite Entertainment che inizia a pubblicare una nuova serie di avventure del cacciatore di robot sceneggiate da Fred Van Lente e disegnate principalmente da Cory Smith. La serie si compone di un totale di dodici numeri la cui ultima avventura è uscita in edicola a marzo del 2015.
In Italia i fumetti di Magnus sono stati pubblicati per la prima volta nel numero uno della Collana Oceano, rivista dell'Editrice Junior uscita in edicola il 15 giugno 1965 con il titolo di Magnus, anno 4000. Dal 15 febbraio 1966 fino al 1 giugno 1966 le storie di Magnus continuano sulla Collana Oceano nuova serie dell'Edizioni Araldo. A partire dall'aprile 1972, fino all'aprile 1974 la pubblicazione riprende sugli Albi Spada della casa editrice Fratelli Spada, proseguendo quindi saltuariamente sulla rivista Albi Spada nuova serie fino al 15 gennaio 1977.

## Trama
Nell'anno 4000 i robot hanno sostituito l'uomo in tutte le attività e l'umanità da tempo ha affidato alle macchine la propria sopravvivenza. Un robot senziente, A-1, teme che l'umanità non sia più in grado di difendersi da eventuali attacchi portati dagli automi e addestra un ragazzo affinché diventi un abile combattente a salvaguardia della libertà dell'uomo. Il ragazzo, di nome Magnus diventa adulto, acquista capacità di combattimento sovrumane e, grazie a una nuova arte marziale studiata appositamente da A-1, riesce a spezzare l'acciaio dei robot a mani nude. Magnus può comunicare telepaticamente con gli automi per mezzo di un congegno elettronico impiantatogli nel cranio. Magnus combatte i robot ribelli, alcuni dei quali creati dal suo acerrimo nemico, Xyrol, folle scienziato assetato di potere. Le avventure si svolgono principalmente nella megalopoli di North-Am, nella quale vivono Magnus e la sua fidanzata, Leeja, figlia del senatore Clane.